# Space Launch Complex 40
| Space Launch Complex 40                  | Space Launch Complex 40             |
| ---------------------------------------- | ----------------------------------- |
| Start einer Falcon-9-Rakete im Juni 2021 |                                     |
| Koordinaten                              | 28° 33′ 43″ N, 80° 34′ 38″ W        |
| Typ                                      | Orbital Launch Site                 |
| Betreiber                                | U.S. Space Force SpaceX (seit 2007) |
| Baubeginn                                | 1963                                |
| Launch Pads                              | 1                                   |
| Raketen                                  | Titan III-C, IV-A, IV-B, Falcon 9   |
| Erster Start                             | 18. Juni 1965                       |
| Status                                   | in Betrieb                          |
| CCAFS                                    |                                     |

Der Space Launch Complex 40 (SLC-40; vormals Launch Complex 40, LC-40) ist ein von SpaceX betriebener Raketenstartplatz auf dem Gelände der Cape Canaveral Space Force Station auf Merritt Island, Cape Canaveral in Florida, USA.
Von hier starteten die US Air Force Titan-IIIC-, Titan-34D- und Titan-IV-Raketen. Auch Martin Marietta startete vor der Einführung der Titan IV von hier die Commercial Titan. Seit 2010 dient die Rampe zum Start von Falcon-9-Raketen.

## Geschichte
Complex 40 wurde zusammen mit Complex 41 am nördlichen Ende der CCAFS Anfang 1963 zum Start von Titan-IIIC-Raketen gebaut.
Der erste Start von der Startrampe war der Jungfernflug der Titan IIIC am 18. Juni 1965. Nach vielen unbekannteren Missionen flog eine Rakete mit einer unbemannten Gemini-Kapsel und einer Raumstationsattrappe ins All: Es war ein Testflug für die US-amerikanische militärische MOL-Raumstation. Dieser Flug am 3. November 1966 war jedoch der einzige Flug dieses Projektes, das später verworfen wurde. Am 30. Mai 1974 startete von hier mit einer Titan 3C der Satellit ATS-6 der unter anderem in Indien die Nützlichkeit von Satellitenfernsehen für Entwicklungsländer erprobte.
Zwischen Juni 1990 und Juni 1993 baute man den Complex als Teil eines 425 Millionen US-Dollar teuren Projektes um, damit die neueren Titan IV die Rampe nutzen konnte. Während der Bauarbeiten konnte eine Titan III Commercial mit ihrem letzten Flug den Mars Observer erfolgreich zum roten Planeten transportieren. Ein weiterer wichtiger Meilenstein der interplanetaren Missionen war der Start am 15. Oktober 1997, wodurch die Cassini-Huygens zum Saturn geschickt werden konnte.
Der letzte Start einer Titan-Rakete erfolgte am 30. April 2005, um den Überwachungssatelliten USA 176 ins All zu bringen.
Am 25. April 2007 gab die USAF der privaten Firma SpaceX die Erlaubnis, ihre Falcon 9 vom SLC-40 aus zu starten. Als erste Maßnahme des Umbaus für die Falcon 9 wurde Ende 2007/Anfang 2008 der alte Startturm abgerissen. Am 27. April 2008 wurde der mobile Serviceturm gesprengt.
Ende 2008 wurden dann die ersten Komponenten des neuen Startanlagenaufbaus angeliefert und montiert. Am 4. Juni 2010 erfolgte der erste Start einer Falcon-9-Rakete.

## Nutzung für Titan-Raketen
Die Titan-Raketen wurden, ähnlich wie das Space Shuttle, nicht auf der Rampe, sondern in einem separaten Gebäude zusammengebaut. Hierfür kam das Vertical Integration Building (VIB) zum Einsatz. Hier wurde die Rakete bis auf die Nutzlast und die Oberstufe montiert und zusammen mit einem kleinen Startturm zur Rampe gefahren und vor einem größeren Gitterturm positioniert.
Auf dem Startgelände gab es zusätzlich einen riesigen mobilen Serviceturm, der die Rakete umschließen konnte. Mit ihm wurden letzte Vorbereitungen unternommen und die Oberstufe sowie die Nutzlast auf die Titan aufgesetzt. Beim Start befand sich der Turm in einer Parkposition etwas entfernt von der Rakete.

## Nutzung für Falcon 9
Für die Falcon 9 wurden nur der Feuerschacht und die Gleisanlagen des ehemaligen Komplexes übernommen. Die komplette Montage der Rakete erfolgt in einem neuen Hangar auf dem Gelände des Komplexes in horizontaler Lage. Wenige Stunden vor dem Start wird die Rakete dann mittels eines Stahlgerüsts über dem Feuerschacht aufgerichtet.

### Zerstörung durch eine Raketenexplosion
Am 1. September 2016 explodierte bei einem Betankungstest eine Falcon 9 auf dem Startplatz. Dabei wurde die Startrampe des SLC-40 schwer beschädigt. Bis zur Wiederinbetriebnahme erfolgten alle Starts von SpaceX in Richtung Osten von der Startrampe LC-39A, die seit Februar 2017 genutzt wird. Als Ursache für die Explosion wurde später ein bis dahin unbekanntes physikalisches Phänomen im Zusammenhang mit der Betankung des tiefgekühlten flüssigen Sauerstoffs identifiziert.

### Wiederaufbau und Modernisierung
SLC-40 erhielt ein komplett neues Startgerüst, das dem an LC-39A gleichen, aber etwas schmaler sein soll. Dadurch ist es nur für Falcon 9, aber nicht für Falcon Heavy geeignet. Die Reparatur sollte zunächst bis August 2017 andauern, verzögerte sich jedoch um mehrere Monate. Dadurch verschob sich auch der erste Start der Falcon Heavy von der noch fertig umzurüstenden Startrampe LC-39A auf letztlich Februar 2018.
Zwischen dem 1. September 2016 und 15. Dezember 2017 wurde der Startplatz SLC-40 umfangreich modernisiert:
- Die Feuerschutzschilde wurden erneuert und dabei verstärkt. Dadurch können längere Test aller Triebwerke der ersten Stufe der Rakete durchgeführt werden. Gebrauchte Raketen können nun auf dem Startplatz SLC-40 in Florida getestet werden und müssen dafür nicht mehr nach McGregor in Texas transportiert werden.
- Am Startturm wurden stärkere Hebezylinder eingebaut, die ermöglichen die Rakete in einem Zug aufzurichten. Bisher erfolgte das Aufrichten in 2 Schritten.
- Das LOX-System wurde komplett erneuert. Dadurch kann der flüssige Sauerstoff schneller verdichtet und in die Rakete geladen werden, wenn er verdichtet ist.
- Viele Systeme wurden erneuert und redundant ausgelegt um die Sicherheit zu erhöhen. Auch wurden viele Systeme gleich wie am Startplatz 39A ausgelegt, damit Personal und Geräte leichter an beiden Plätzen eingesetzt werden kann.[8]

Seit SLC-40 im Dezember 2017 wieder in Betrieb ist, starten die meisten Satelliten mit Falcon 9 wieder von hier, ebenso wie die Versorgungsflüge mit dem Dragon V1-Raumtransporter zur ISS. Dessen Nachfolger, die Dragon V2, und die Falcon Heavy starten dagegen von LC-39A. Künftig sollen wieder Versorgungsflüge von SLC-40 starten und nach einem größeren Umbau auch bemannte Missionen mit der Crew Dragon möglich sein. Diese Redundanz wird von der NASA vorausgesetzt, damit das Starship vom LC-39A starten darf. Als erster bemannter Start auf dem Startplatz wurde SpaceX Crew-9 im September 2024 durchgeführt.

## Galerie

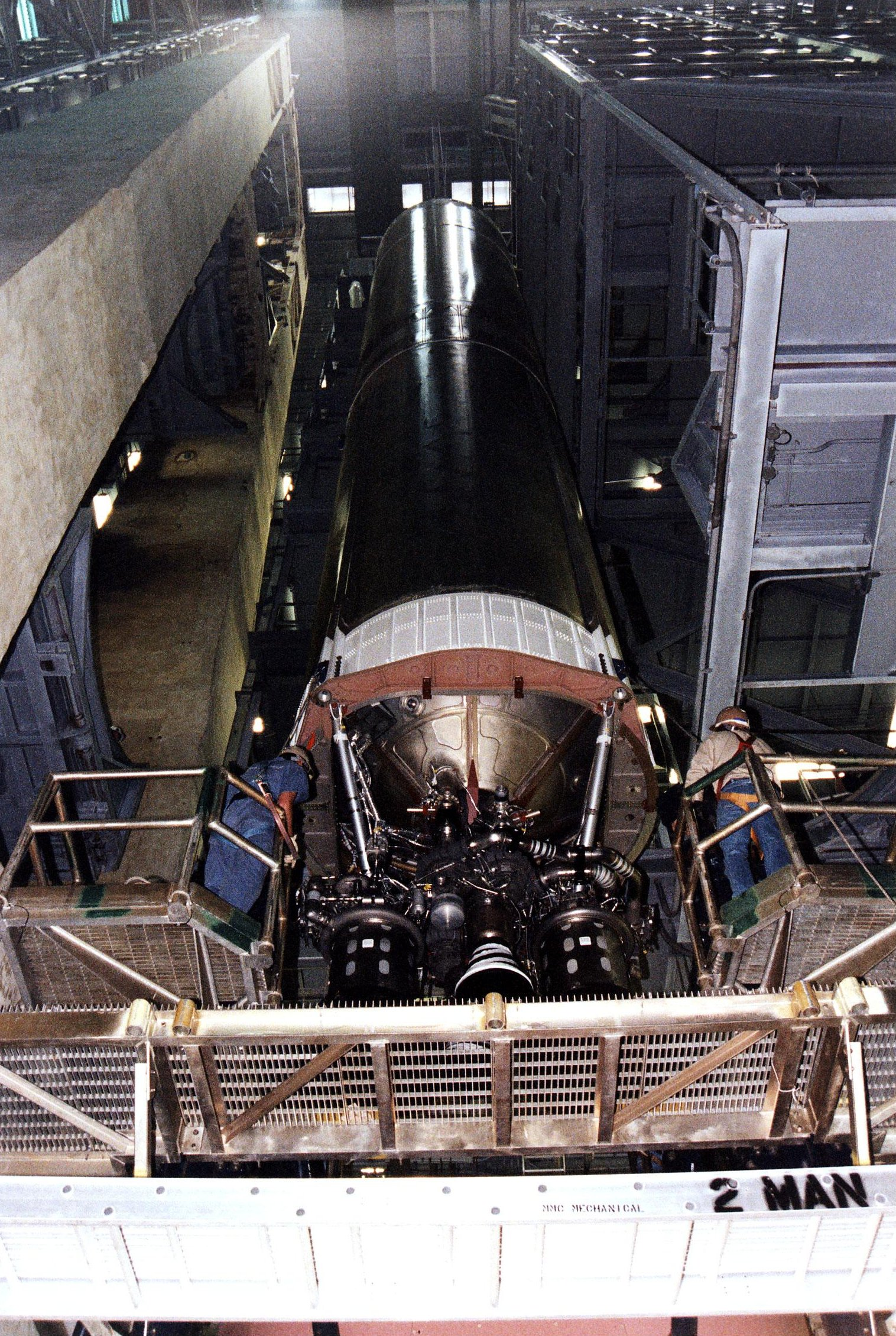
Der Aufbau von Cassinis Titan beginnt mit der ersten Stufe
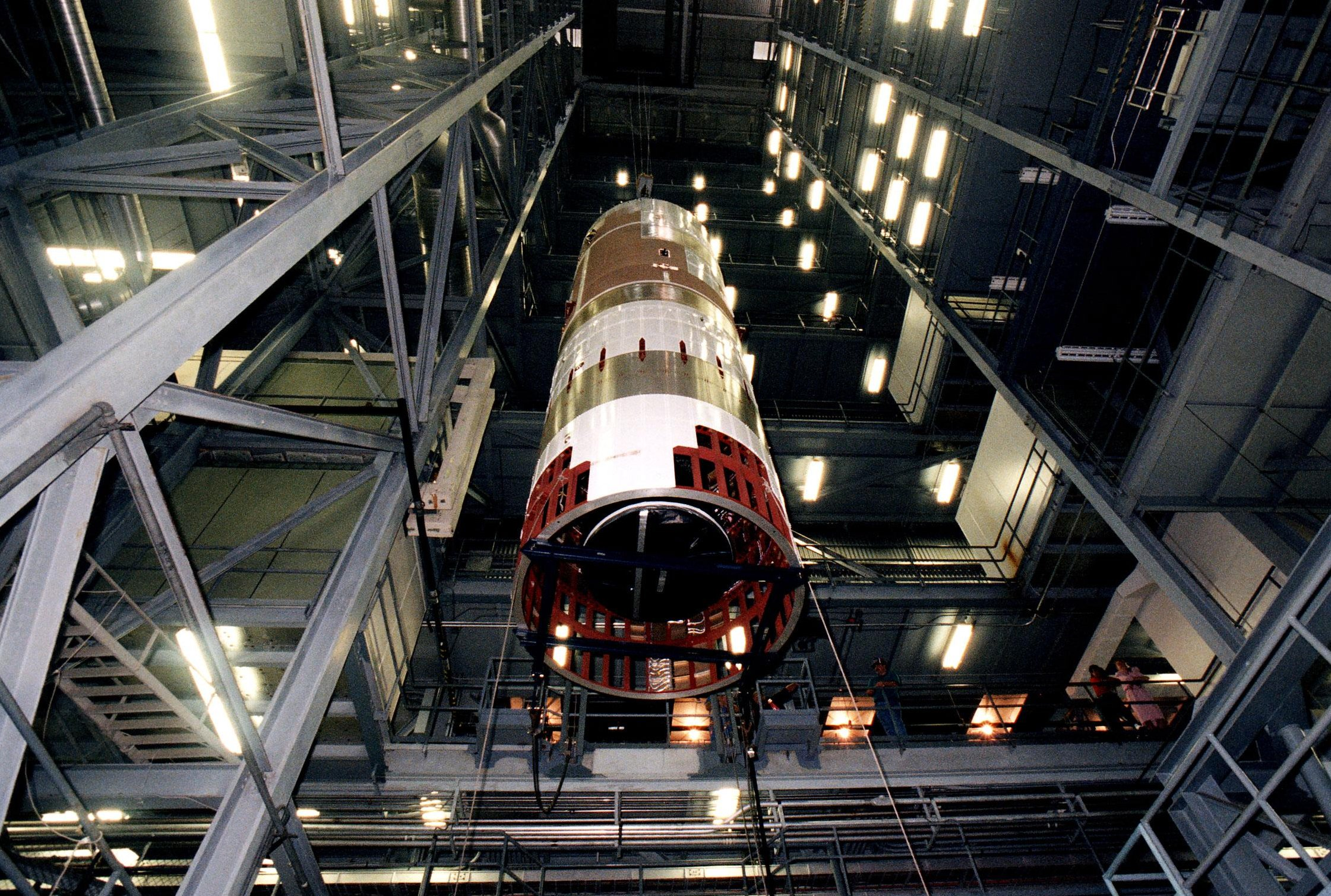
Danach wird die zweite Stufe auf dieser montiert.
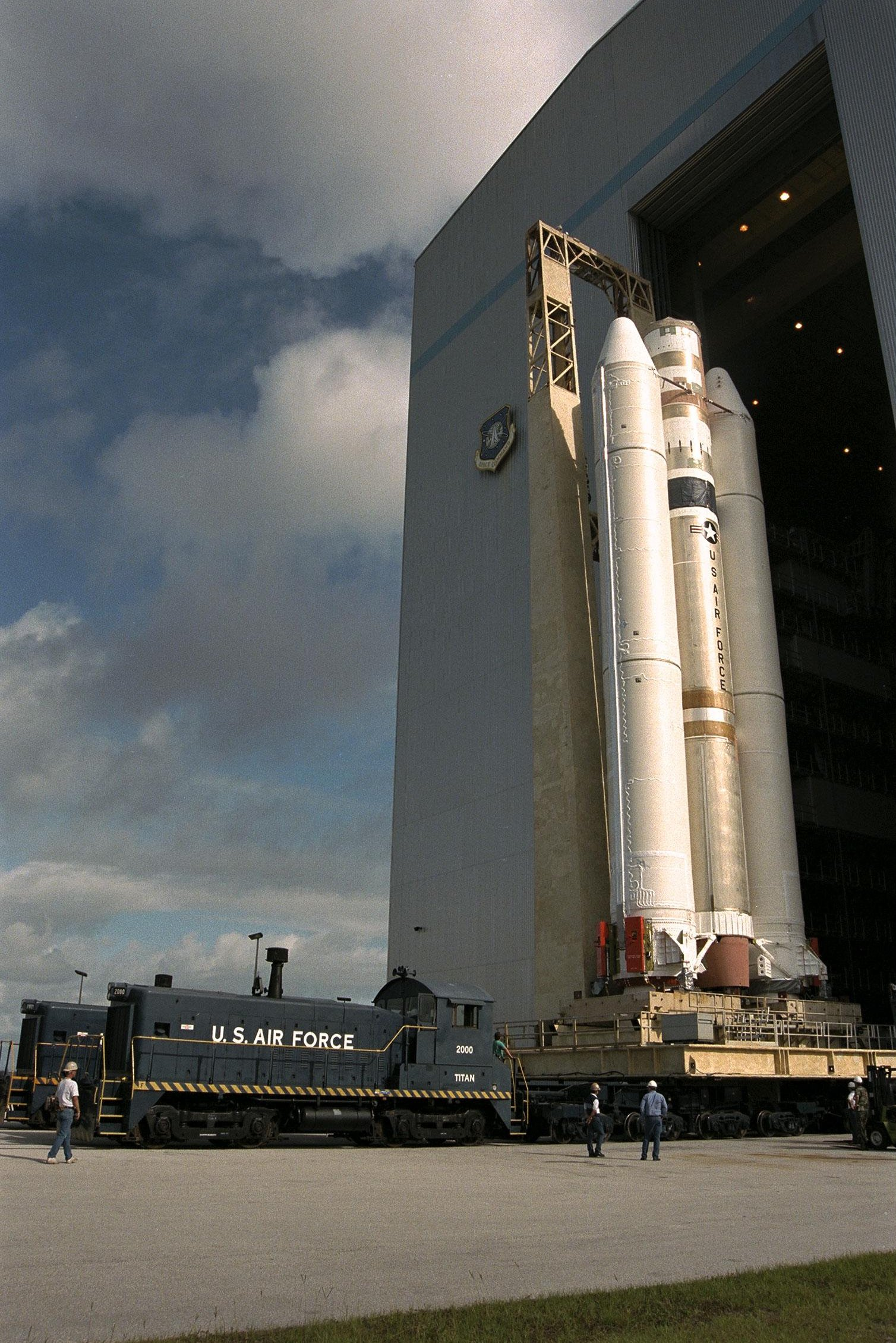
Cassinis Titan rollt aus dem VIB
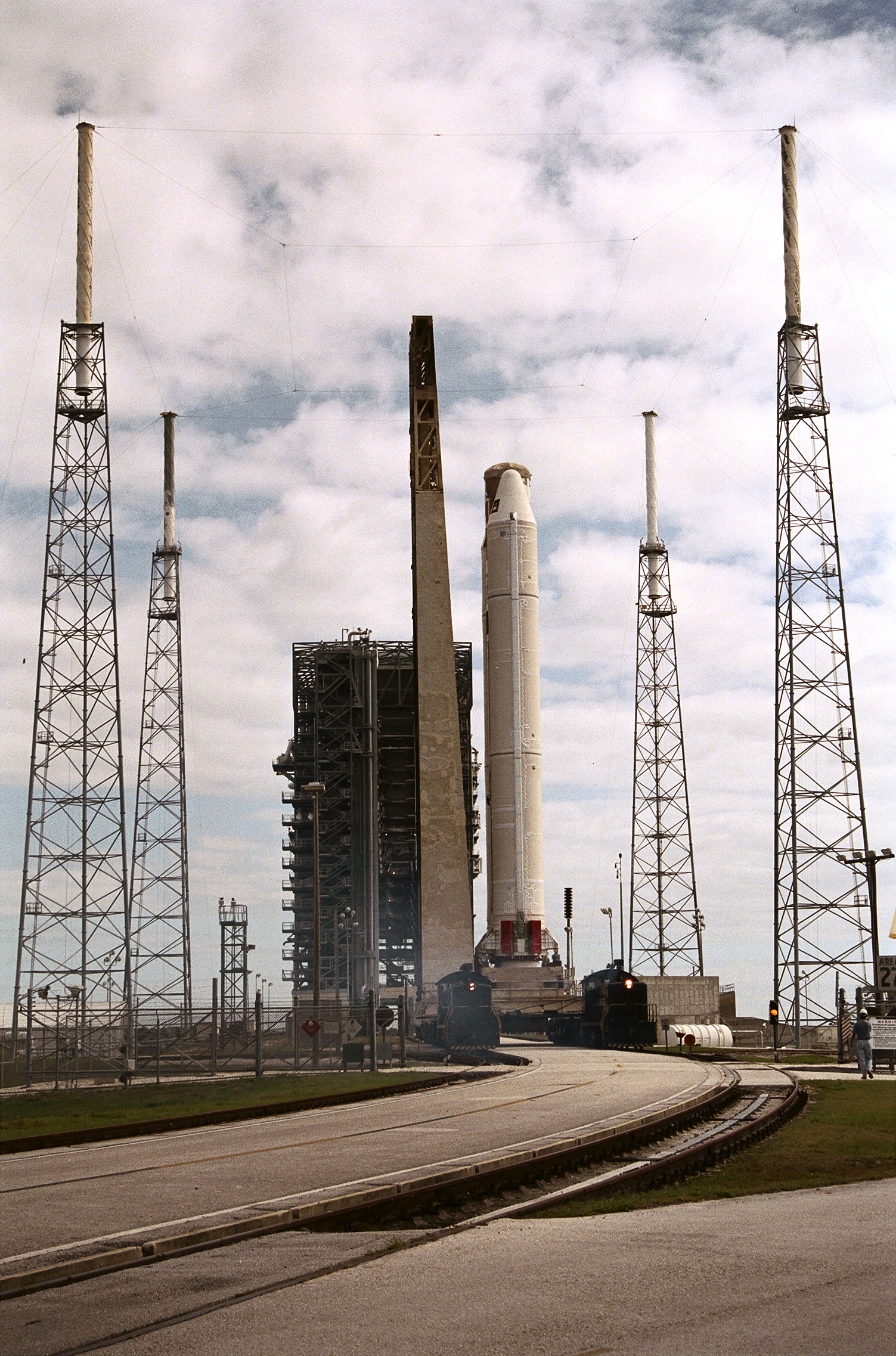
Die für die Cassini bestimmte Titan rollt zur Startposition
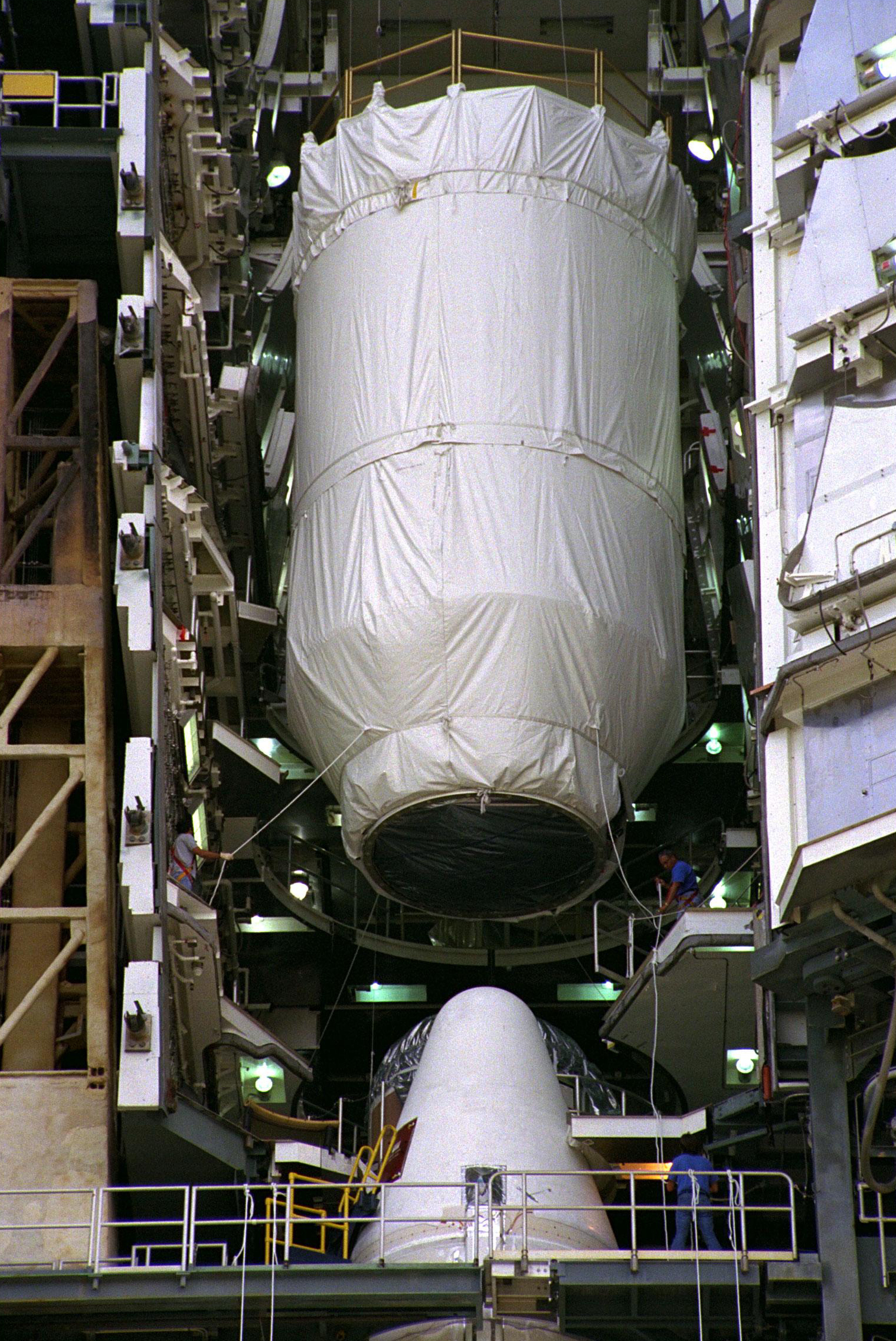
Die Centaur-Oberstufe wird montiert
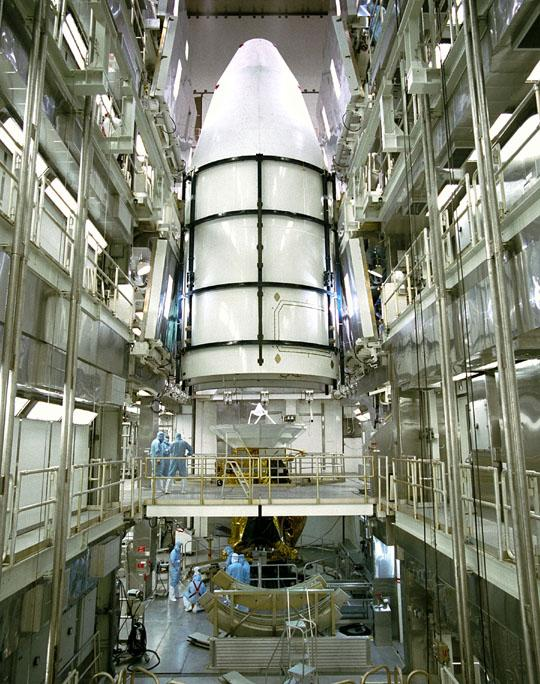
Die Nutzlastverkleidung wird über Cassini-Huygens gestülpt
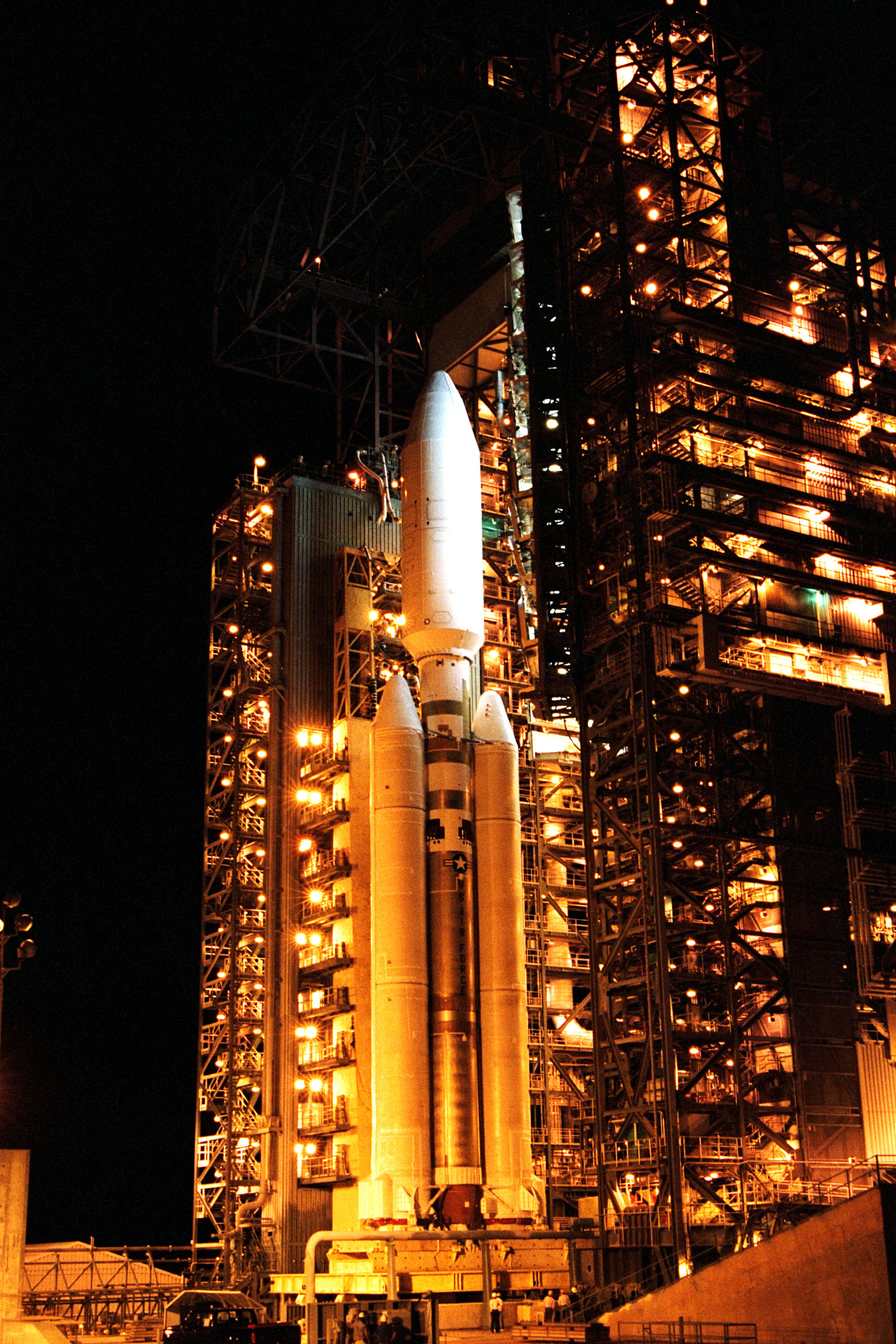
Der mobile Turm bewegt sich in Parkposition
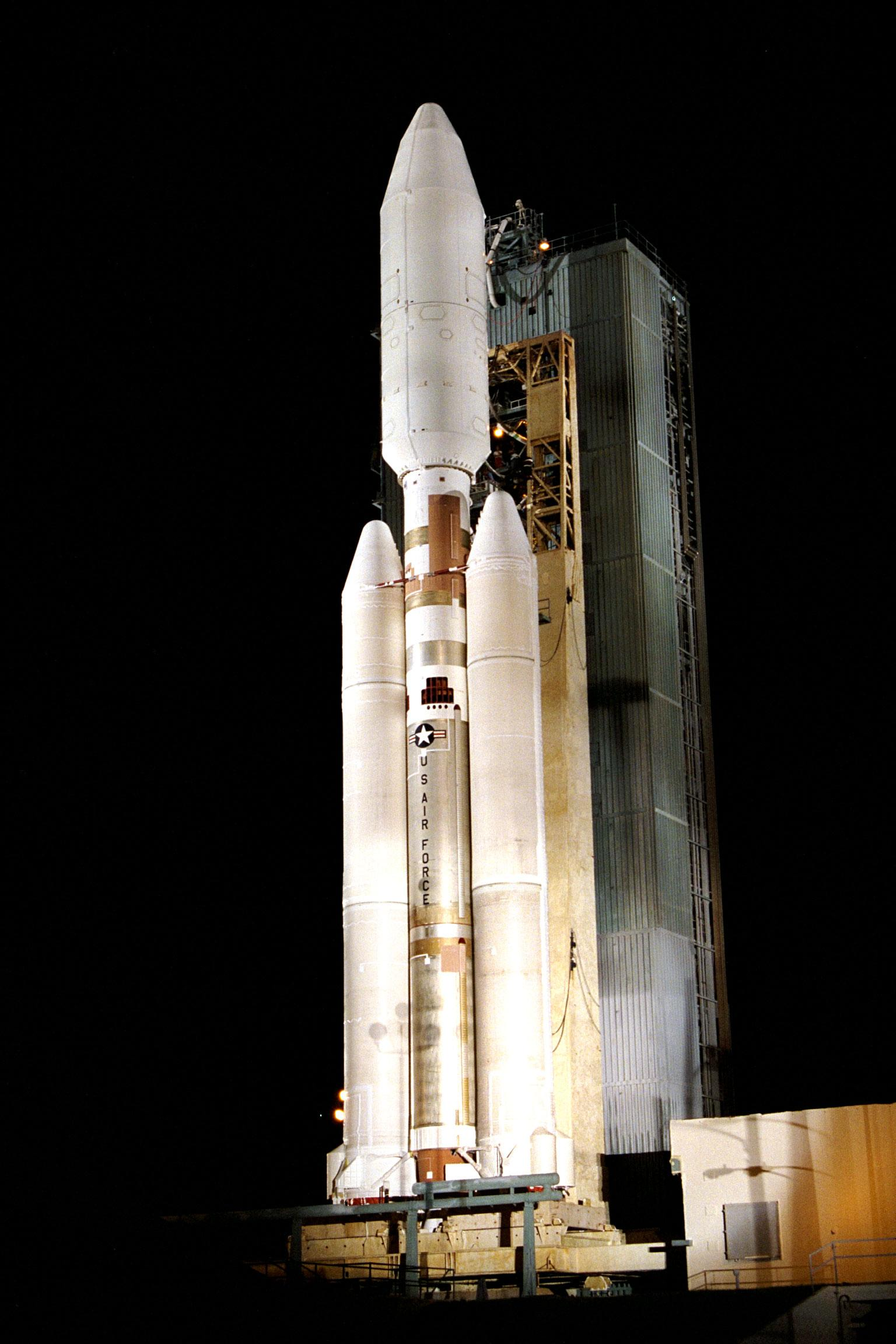
Die Titan 4B vor dem Start auf der Startrampe
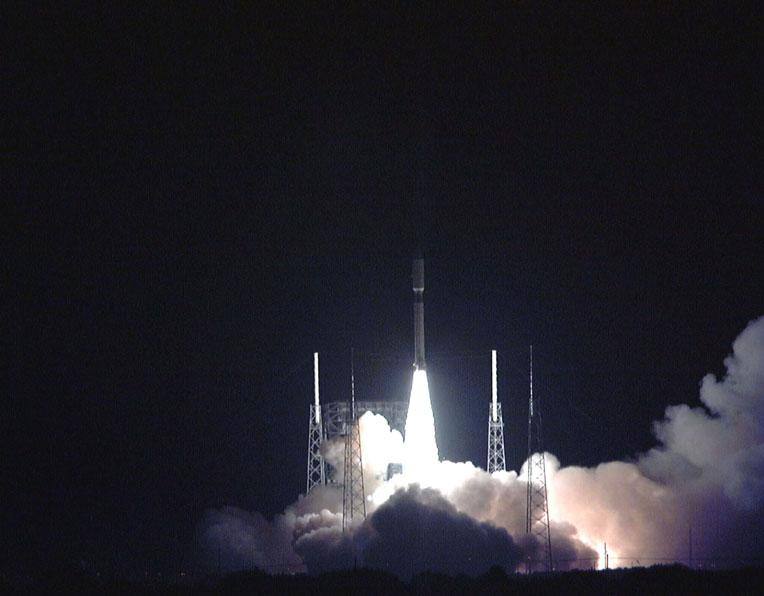
Cassinis Titan IV-B startet von Startplatz 40
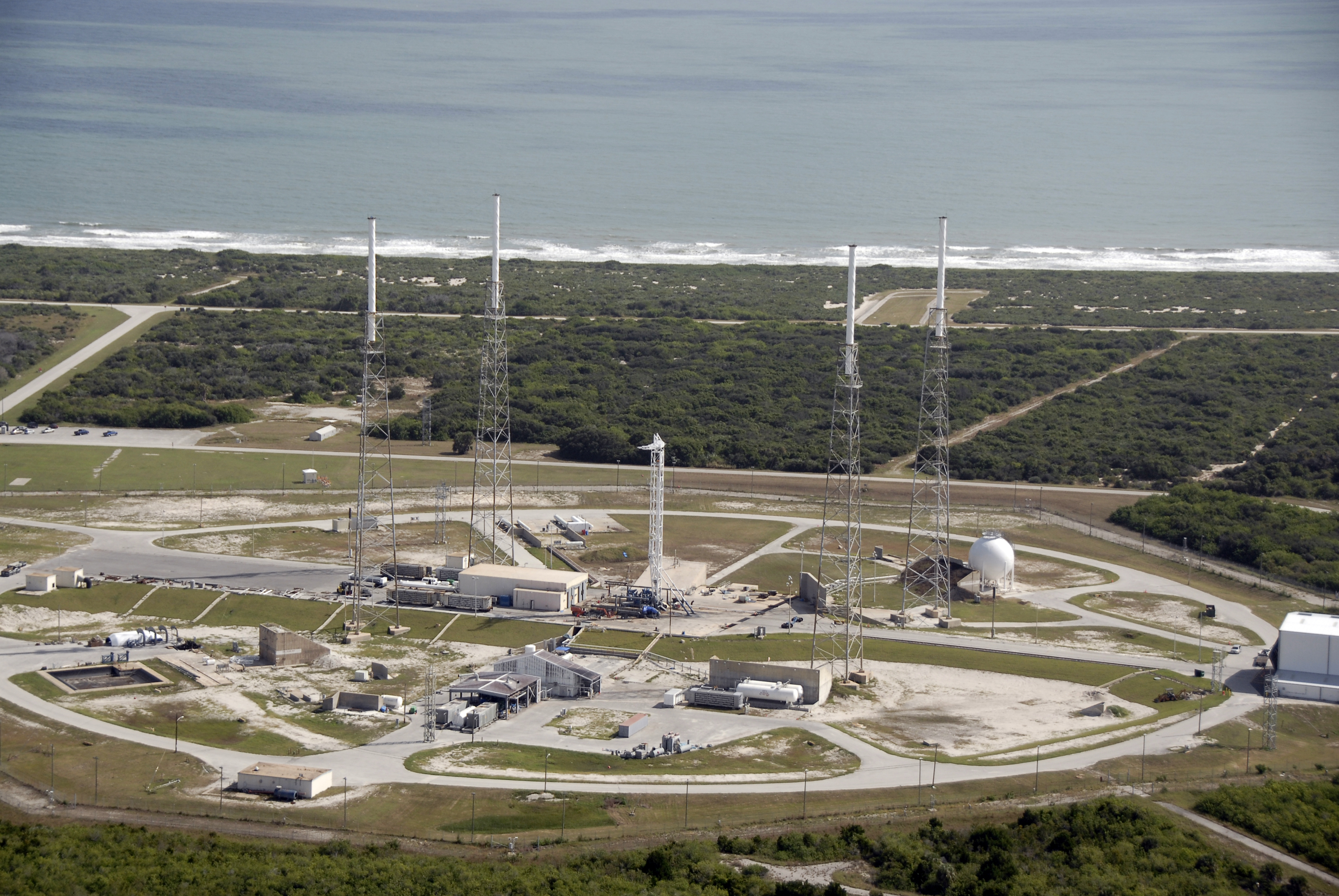
Launch Complex 40 nach dem Umbau für die Falcon 9
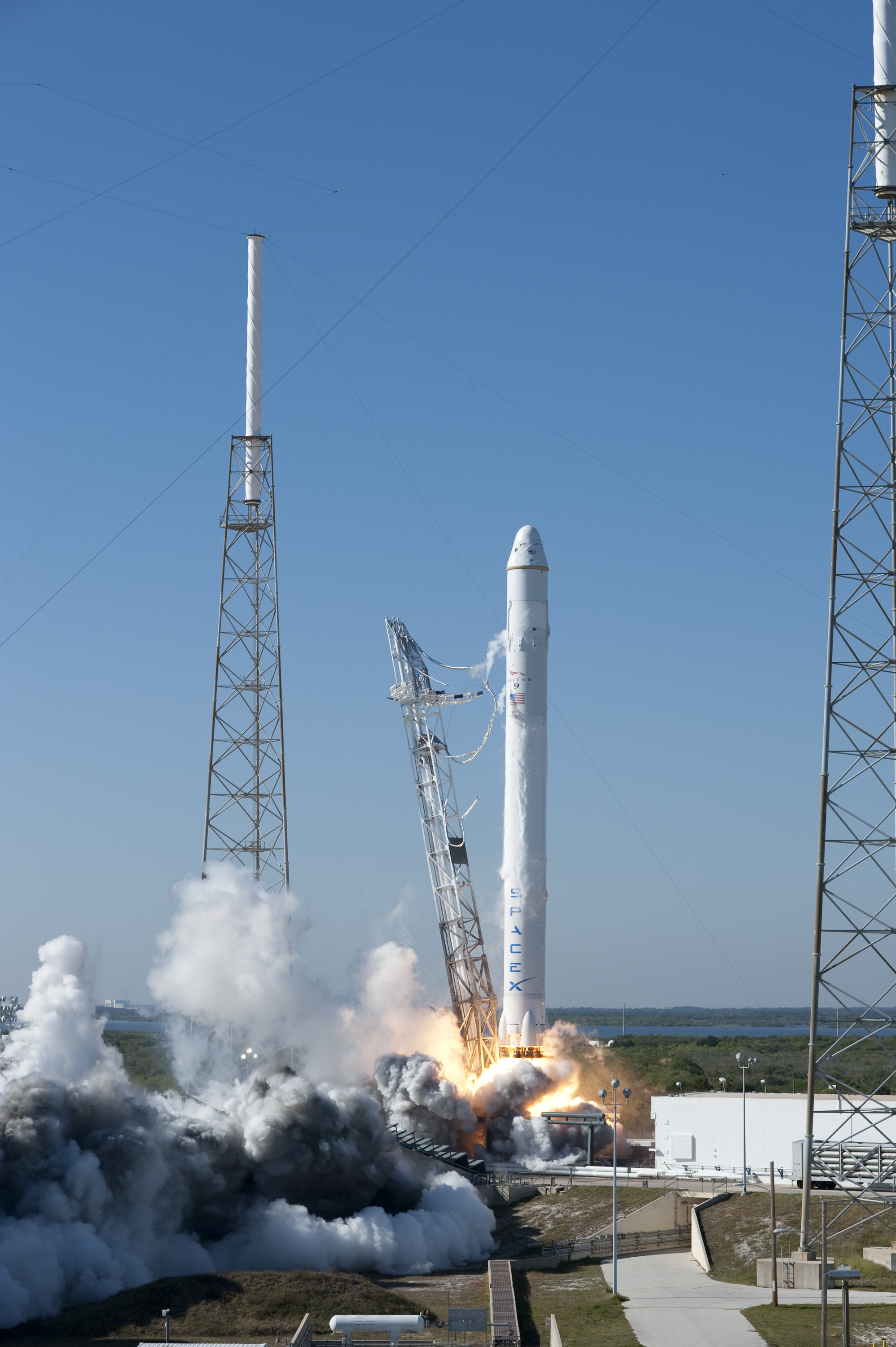
Eine Falcon 9 hebt am 8. Dezember 2010 mit einer Dragon-Kapsel ab
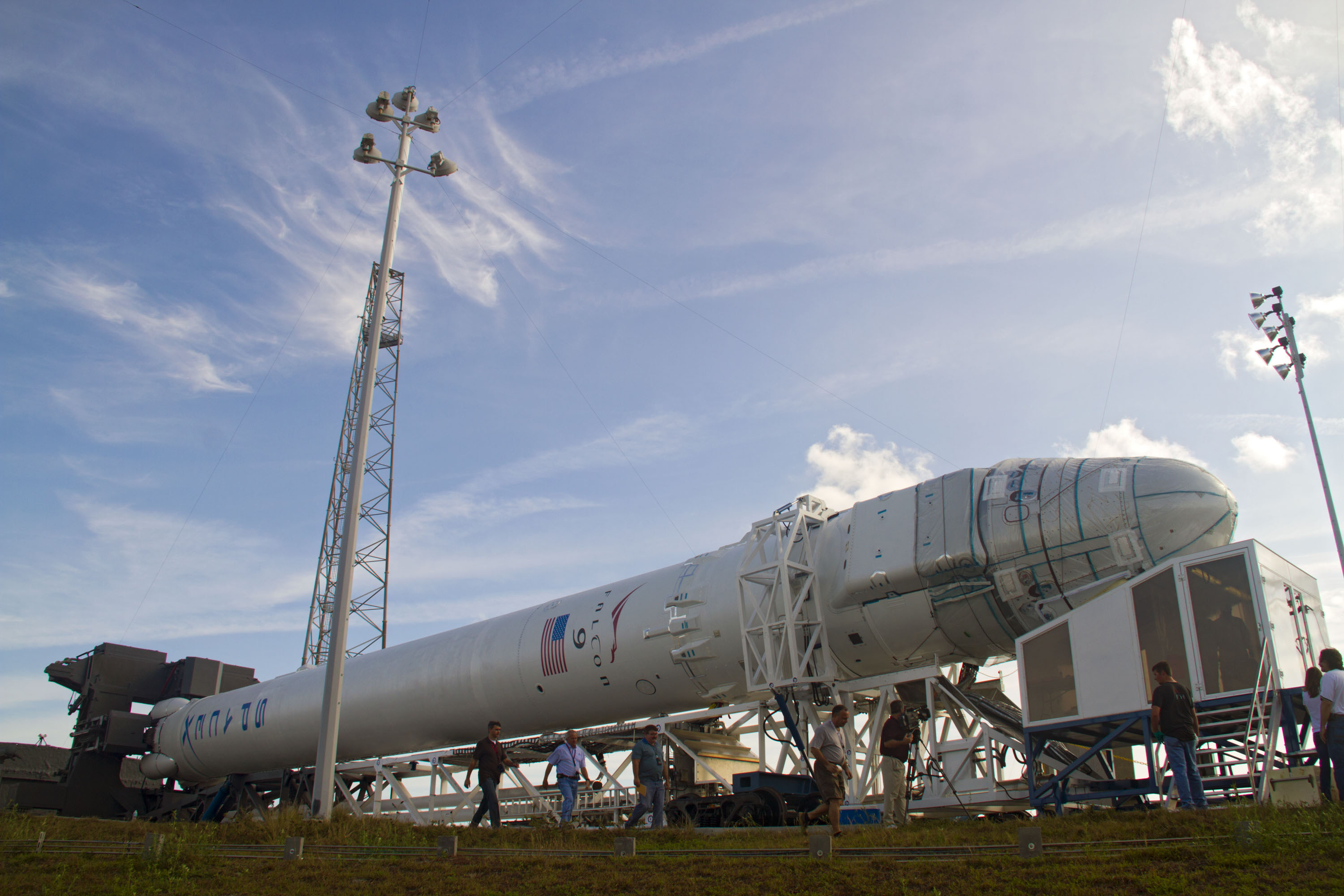
Eine Falcon 9 wird nach einem Test für den Transport von der Startrampe zum Hangar vorbereitet
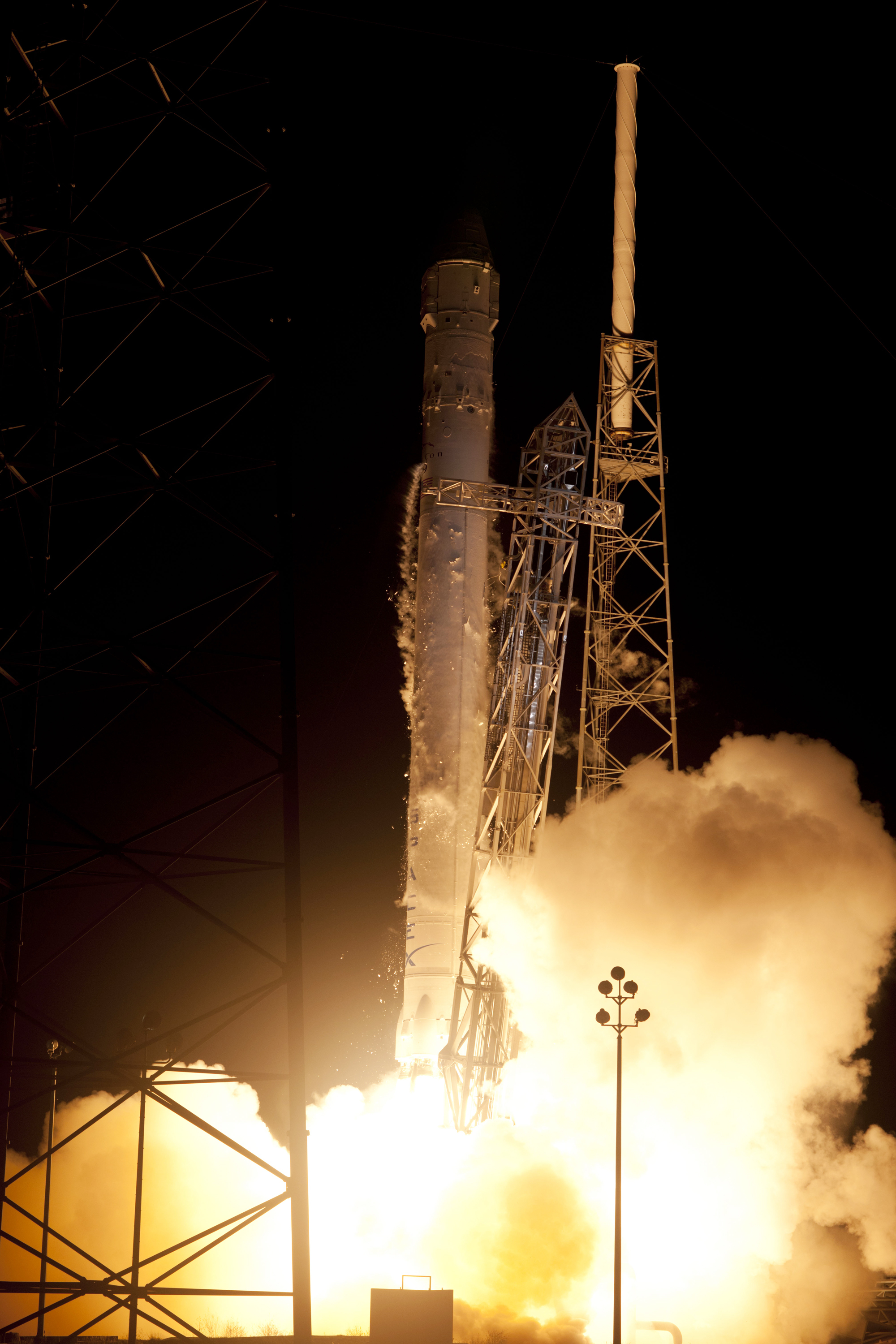
Start der dritten Falcon 9 mit einem Dragon-Raumschiff zur ISS